# Đại Hội đồng Liên Hợp Quốc
Đại Hội đồng Liên Hợp Quốc là một trong sáu cơ quan chính của hệ thống Liên Hợp Quốc, là cơ quan đại biểu, thảo luận và xây dựng chính sách của Liên Hợp Quốc.
Đại Hội đồng Liên Hợp Quốc có nhiệm vụ quyết định ngân sách của Liên Hợp Quốc, bầu các thành viên không thường trực của Hội đồng Bảo an, bầu Tổng Thư ký Liên Hợp Quốc, nghe báo cáo từ những cơ quan khác của hệ thống Liên Hợp Quốc và thông qua các nghị quyết. Đại Hội đồng thành lập nhiều cơ quan trực thuộc để thực hiện hoặc hỗ trợ thực hiện nhiệm vụ của Đại Hội đồng. Đại Hội đồng là cơ quan duy nhất của Liên Hợp Quốc nơi tất cả các quốc gia thành viên có đại diện bình đẳng.
Đại Hội đồng họp thường niên dưới sự chủ trì của Chủ tịch hoặc Tổng Thư ký Liên Hợp Quốc tại Tòa nhà Đại Hội đồng trong trụ sở Liên Hợp Quốc tại Thành phố New York. Giai đoạn chính của khóa họp diễn ra từ tháng 9 đến tháng 1, khi những vấn đề được giải quyết, thường là trước khi khóa họp tiếp theo khai mạc. Đại Hội đồng cũng có thể họp đặc biệt và họp khẩn cấp. Khóa họp đầu tiên của Đại Hội đồng khai mạc vào ngày 10 tháng 1 năm 1946 tại Lễ đường Trung tâm Giám lý ở Luân Đôn, bao gồm đại diện của 51 quốc gia sáng lập.
Hầu hết các vấn đề đều được Đại Hội đồng quyết định theo đa số. Mỗi quốc gia thành viên có một phiếu bầu. Đối với một số vấn đề quan trọng (cụ thể là các khuyến nghị về hòa bình và an ninh; ngân sách; và việc bầu, kết nạp, đình chỉ hoặc trục xuất quốc gia thành viên) thì quyết định phải có hai phần ba số quốc gia thành viên có mặt biểu quyết tán thành. Ngoại trừ các vấn đề ngân sách, bao gồm bảng tính mức đóng góp, nghị quyết của Đại Hội đồng không có tính ràng buộc. Đại Hội đồng có thể đưa ra khuyến nghị về mọi vấn đề thuộc thẩm quyền của Liên Hợp Quốc, ngoại trừ các vấn đề về hòa bình và an ninh thuộc thẩm quyền của Hội đồng Bảo an.
Tuy nghị quyết của Đại Hội đồng không có hiệu lực ràng buộc đối với các quốc gia thành viên (ngoại trừ các biện pháp ngân sách) nhưng theo Nghị quyết 377 (V), Đại Hội đồng có thể đưa ra các khuyến nghị cho các thành viên về các biện pháp tập thể nhằm duy trì hoặc khôi phục hòa bình và an ninh quốc tế nếu Hội đồng Bảo an không hành động trong trường hợp có mối đe dọa đến hòa bình, vi phạm hòa bình hoặc hành vi xâm lược do một thành viên thường trực thực hiện quyền phủ quyết.

## Lịch sử

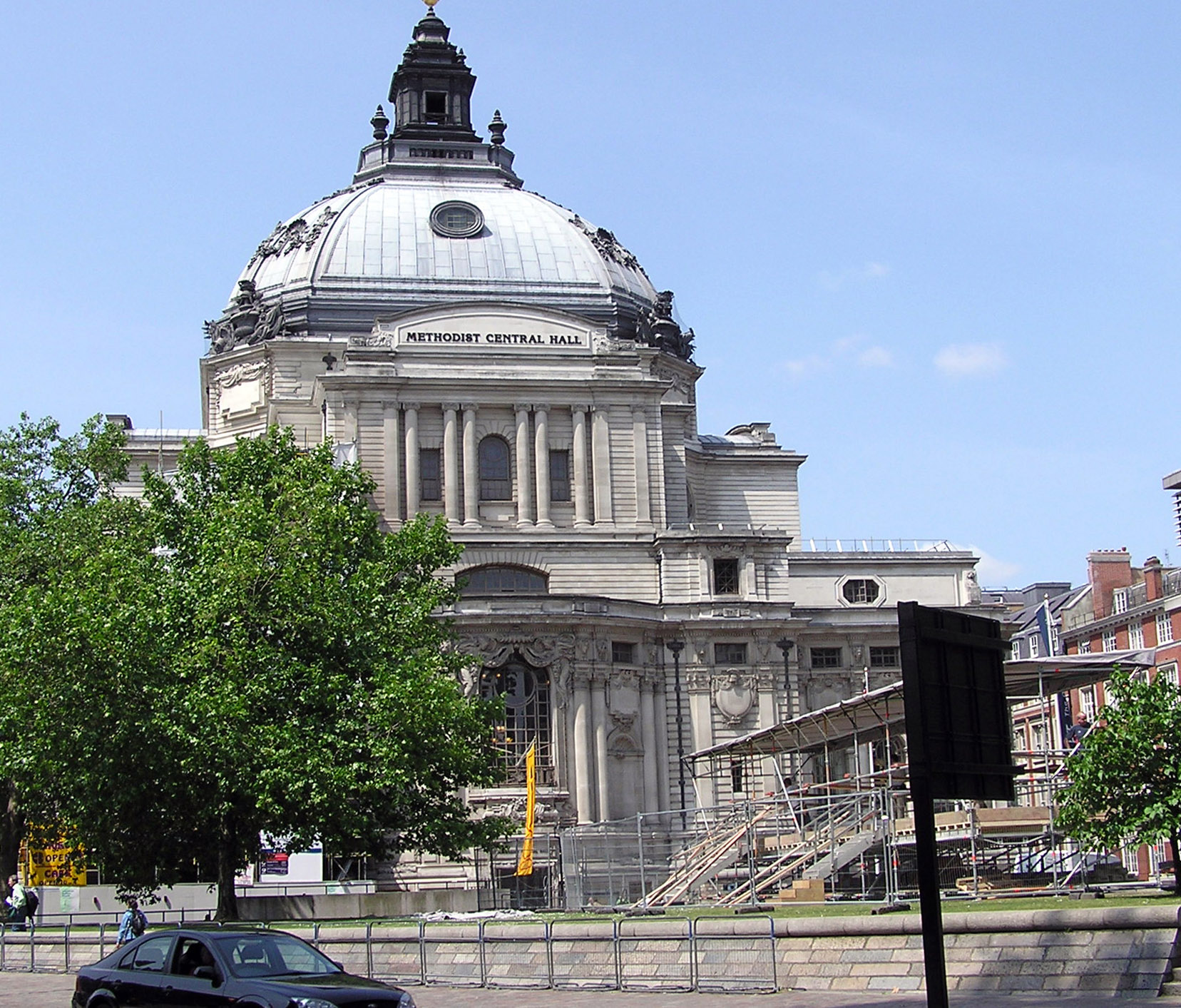
Lễ đường Trung tâm Giám lý, Luân Đôn, là nơi khai mạc khóa họp đầu tiên của Đại Hội đồng Liên Hợp Quốc vào năm 1946

Khóa họp đầu tiên của Đại Hội đồng Liên Hợp Quốc được tổ chức vào ngày 10 tháng 1 năm 1946 tại Lễ đường Trung tâm Giám lý ở Luân Đôn, có đại diện của 51 quốc gia. Sau đó, Đại Hội đồng chuyển đến Flushing, Queens, nơi Đại Hội đồng thông qua Phương án chia cắt Palestine vào ngày 29 tháng 11 năm 1947. Từ năm 1951, Đại Hội đồng chuyển vào trụ sở hiện tại.

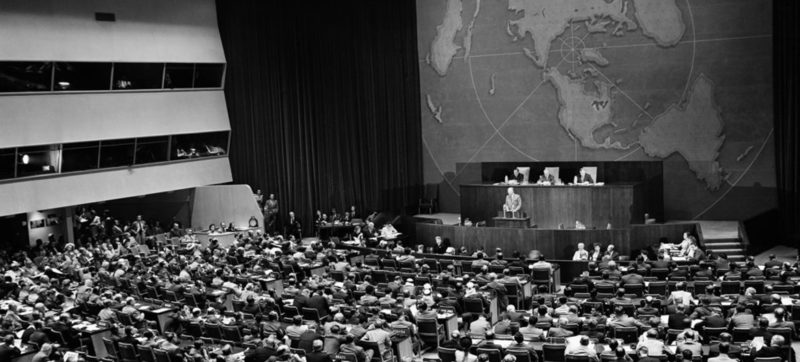
Khóa họp năm 1947 của Đại Hội đồng tại trụ sở ở Flushing, New York từ năm 1946 đến năm 1951

Từ năm 1946 đến năm 1951, Hội đồng Bảo an và Hội đồng Kinh tế và Xã hội họp tại trụ sở tạm thời ở Lake Success, New York.
Ngày 14 tháng 10 năm 1952, Đại Hội đồng chuyển vào trụ sở Liên Hợp Quốc tại New York vào đầu khóa họp thứ 7. Tháng 12 năm 1988, Đại Hội đồng tổ chức khóa họp thứ 29 trong Cung vạn quốc tại Genève, Thụy Sĩ để nghe Yasser Arafat phát biểu.

## Thành viên
Tất cả 193 thành viên Liên Hợp Quốc đều là thành viên Đại Hội đồng, cùng với Tòa Thánh, Nhà nước Palestine, và Liên minh châu Âu (từ năm 1974) với tư cách quan sát viên. Hơn nữa, Đại Hội đồng Liên Hợp Quốc có thể cấp quy chế quan sát viên cho một tổ chức hoặc thực thể quốc tế, cho phép thực thể đó tham gia vào Đại Hội đồng với những hạn chế.

## Chương trình làm việc
Chương trình làm việc của mỗi khóa họp Đại Hội đồng được chuẩn bị trước bảy tháng và bắt đầu bằng việc công bố danh sách sơ bộ các nội dung sẽ được xem xét tại khóa họp. Danh sách này sẽ được hoàn thiện thành chương trình làm việc tạm thời 60 ngày trước khi khóa họp khai mạc. Sau khi khóa họp bắt đầu, Đại Hội đồng sẽ thông qua chương trình làm việc cuối cùng tại phiên họp toàn thể và phân công nhiệm vụ cho các ủy ban chính. Các ủy ban chính trình báo cáo lên Đại Hội đồng thông qua bằng hình thức đồng thuận hoặc biểu quyết.
Trong những năm gần đây, các phiên họp toàn thể thường lệ của Đại Hội đồng phải kéo dài cho đến gần phiên họp tiếp theo do khối lượng công việc. Theo Nội quy khóa họp Liên Hợp Quốc, khóa họp thường lệ bắt đầu vào "thứ Ba của tuần thứ ba trong tháng 9 tính từ tuần đầu tiên có ít nhất một ngày làm việc". Đại Hội đồng ngừng họp sau ba tháng  vào đầu tháng 12 và tiếp tục họp từ tháng 1 cho đến ngay trước khi bắt đầu khóa họp tiếp theo.

## Nghị quyết

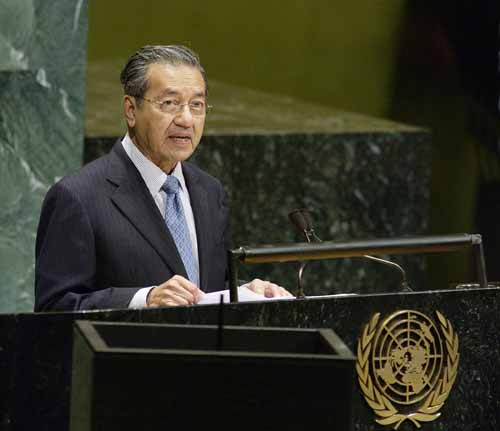
Thủ tướng Malaysia Mahathir Mohamad phát biểu trước Đại Hội đồng Liên Hợp Quốc vào ngày 25 tháng 9 năm 2003

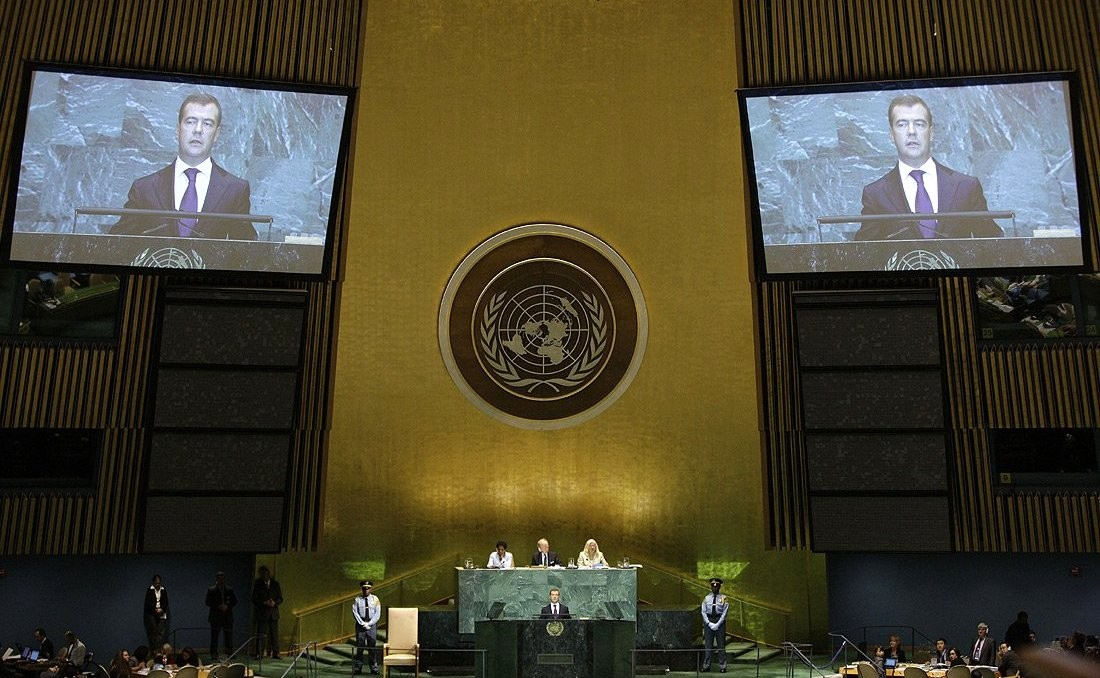
Tổng thống Nga Dmitry Medvedev phát biểu tại khóa họp thứ 64 của Đại Hội đồng Liên Hợp Quốc vào ngày 24 tháng 9 năm 2009.

Đại Hội đồng biểu quyết những nghị quyết do các quốc gia thành đưa ra. Hầu hết các nghị quyết của Đại Hội đồng không ràng buộc về mặt pháp lý vì Đại Hội đồng không có quyền cưỡng chế đối với hầu hết các vấn đề. Tuy nhiên, Đại Hội đồng có quyền đưa ra quyết định cuối cùng trong một số lĩnh vực như ngân sách Liên Hợp Quốc.
Đại Hội đồng cũng có thể giao một vấn đề cho Hội đồng Bảo an quyết định và thông qua nghị quyết ràng buộc.

### Ghi số, ký hiệu nghị quyết
Từ khóa họp thứ nhất đến khóa họp thứ ba mươi của Đại Hội đồng, tất cả các nghị quyết đều được đánh số liên tiếp, số La Mã của khóa họp theo sau số của nghị quyết. Ví dụ: Nghị quyết 1514 (XV) là nghị quyết thứ 1514 do Đại Hội đồng thông qua tại Khóa họp thường kỳ thứ mười lăm. Từ Khóa họp thứ Ba mươi mốt, nghị quyết được đánh số theo khóa họp. Ví dụ: Nghị quyết 41/10 là nghị quyết thứ mười được thông qua tại Khóa họp thứ bốn mươi mốt.

## Ngân sách
Đại Hội đồng quyết định ngân sách của Liên hợp quốc và mức đóng góp của mỗi quốc gia thành viên.

## Bầu cử

Thành viên Đại Hội đồng theo năm nhóm khu vực Liên Hợp Quốc:
Nhóm quốc gia châu Phi (54)
Nhóm quốc gia Châu Á–Thái Bình Dương (54)
Nhóm quốc gia Đông Âu (23)
Nhóm quốc gia Mỹ Latinh và Caribe (33)
Nhóm quốc gia Tây Âu và những quốc gia khác (28)
Không thuộc nhóm nào

Đại Hội đồng có nhiệm bầu các thành viên của những cơ quan trong hệ thống Liên Hợp Quốc, những chức danh quan trọng nhất bao gồm chủ tịch Đại Hội đồng Liên Hợp Quốc, thành viên Hội đồng Bảo an, Hội đồng Kinh tế và Xã hội, Hội đồng Nhân quyền, Tòa án Công lý Quốc tế, thẩm phán Tòa án Tranh chấp Liên Hợp Quốc và Tòa án phúc thẩm Liên Hợp Quốc. Hầu hết các cuộc bầu cử được tổ chức hàng năm, ngoại trừ việc bầu thẩm phán Tòa án Công lý Quốc tế diễn ra ba năm một lần.
Đại Hội đồng mỗi năm bầu năm thành viên không thường trực Hội đồng Bảo an với nhiệm kỳ hai năm, 18 thành viên Hội đồng Kinh tế và Xã hội với nhiệm kỳ ba năm và 14-18 thành viên Hội đồng Nhân quyền với nhiệm kỳ ba năm. Đại Hội đồng cũng bầu chủ tịch Đại Hội đồng của khóa họp tiếp theo, 21 phó chủ tịch và đoàn chủ tịch của sáu ủy ban chính của Đại Hội đồng.
Cứ ba năm Đại Hội đồng cùng với Hội đồng Bảo an bầu năm thẩm phán Tòa án Công lý Quốc tế với nhiệm kỳ chín năm để đảm bảo tính liên tục của tòa án, các ứng cử viên phải được quá nửa tổng số thành viên của cả hai cơ quan tán thành.
Đại Hội đồng cùng với Hội đồng Bảo an lựa chọn Tổng thư ký Liên Hợp Quốc. Ứng cử viên tổng thư ký Liên Hợp Quốc phải được Hội đồng Bảo an đề cử và được quá nửa số thành viên Đại Hội đồng biểu quyết

### Nhóm khu vực

Thành viên Hội đồng Kinh tế và Xã hội theo nhóm khu vực:
Nhóm quốc gia châu Phi (14)
Nhóm quốc gia châu Á-Thái Bình Dương (11)
Nhóm quốc gia Đông Âu (6)
Nhóm quốc gia Mỹ Latinh và Caribe (10)
Nhóm quốc gia Tây Âu và những quốc gia khác (13)

Nhóm khu vực Liên Hợp Quốc được thành lập nhằm tạo điều kiện phân bổ số thành viên các cơ quan của Liên Hợp Quốc một cách công bằng giữa các quốc gia. Nghị quyết 33/138 của Đại Hội đồng quy định rằng "thành phần của các cơ quan của Liên Hợp Quốc phải đảm bảo tính đại diện của các cơ quan". Các quốc gia thành viên của Liên Hợp Quốc được chia thành năm nhóm khu vực và hầu hết các cơ quan trong hệ thống Liên Hợp Quốc đều phân bổ số ghế cho mỗi nhóm khu vực. Ngoài ra, chức vụ lãnh đạo của hầu hết các cơ quan như chủ tịch Đại Hội đồng và chủ tịch của sáu ủy ban chính cũng luân phiên giữa các nhóm khu vực.

## Khóa họp

### Khóa họp thường lệ
Đại Hội đồng họp thường lệ mỗi năm một khóa từ thứ Ba thứ ba trong tháng 9 đến tháng 9 năm sau. Khóa họp thường lệ của Đại Hội đồng được tổ chức tại trụ sở Liên Hợp Quốc ở New York, trừ phi Đại Hội đồng quyết định khác theo đa số.
Khóa họp thường lệ được chia thành hai giai đoạn, giai đoạn chính và giai đoạn tiếp theo. Giai đoạn chính của khóa họp diễn ra từ khi khai mạc khóa họp cho đến kỳ nghỉ Giáng sinh vào tháng 12, là giai đoạn làm việc căng thẳng nhất của Đại Hội đồng khi phần lớn công việc của Đại Hội đồng và sáu Ủy ban chính được thực hiện, bao gồm phiên thảo luận chung. Giai đoạn tiếp theo của khóa họp diễn ra từ tháng 1 cho đến khi khai mạc khóa họp tiếp theo, bao gồm nhiều cuộc tranh luận chuyên đề, phiên tham vấn và cuộc họp của tổ công tác.

#### Phiên thảo luận chung

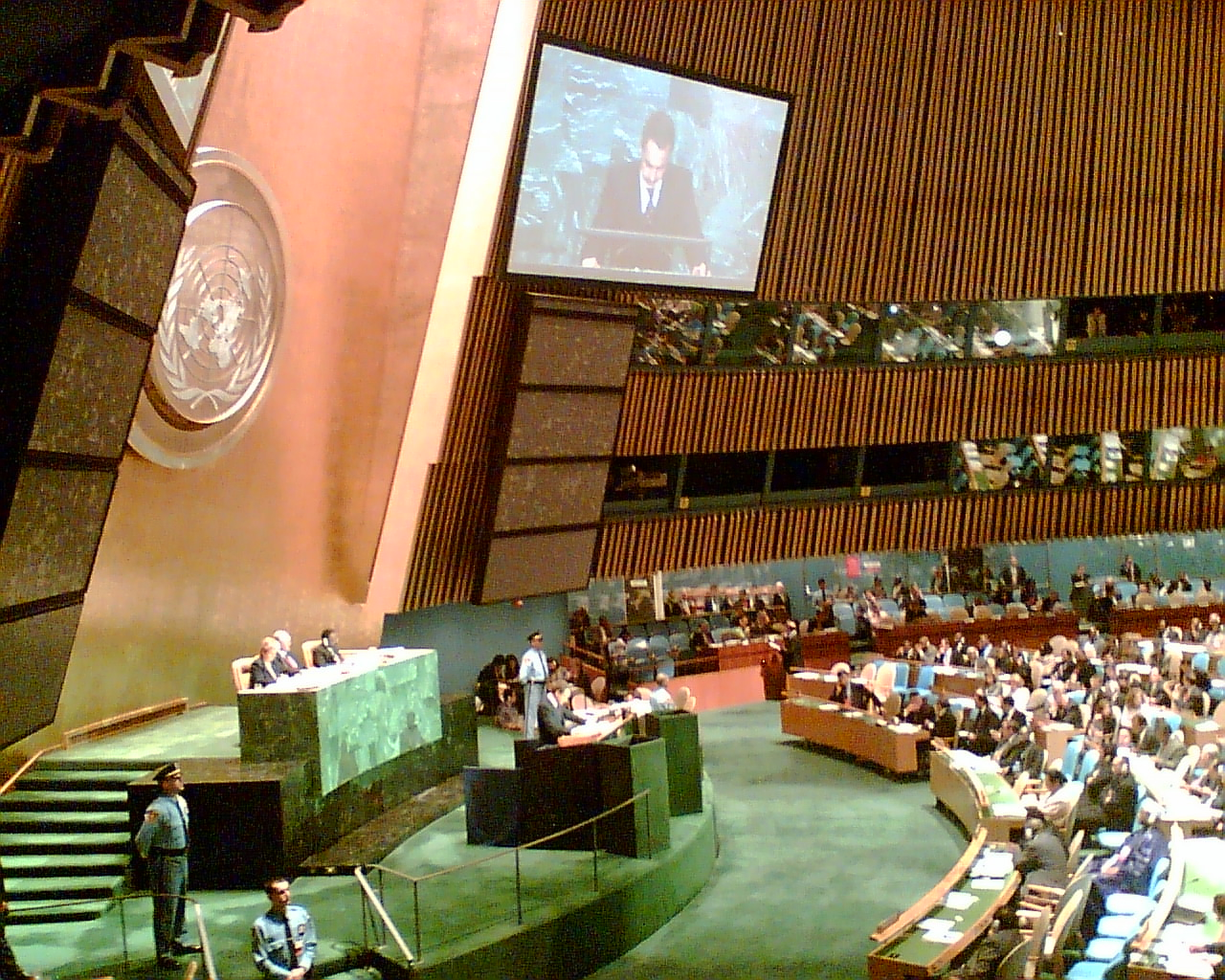
Thủ tướng Tây Ban Nha José Luis Rodríguez Zapatero phát biểu trước Đại Hội đồng tại New York, ngày 20 tháng 9 năm 2005

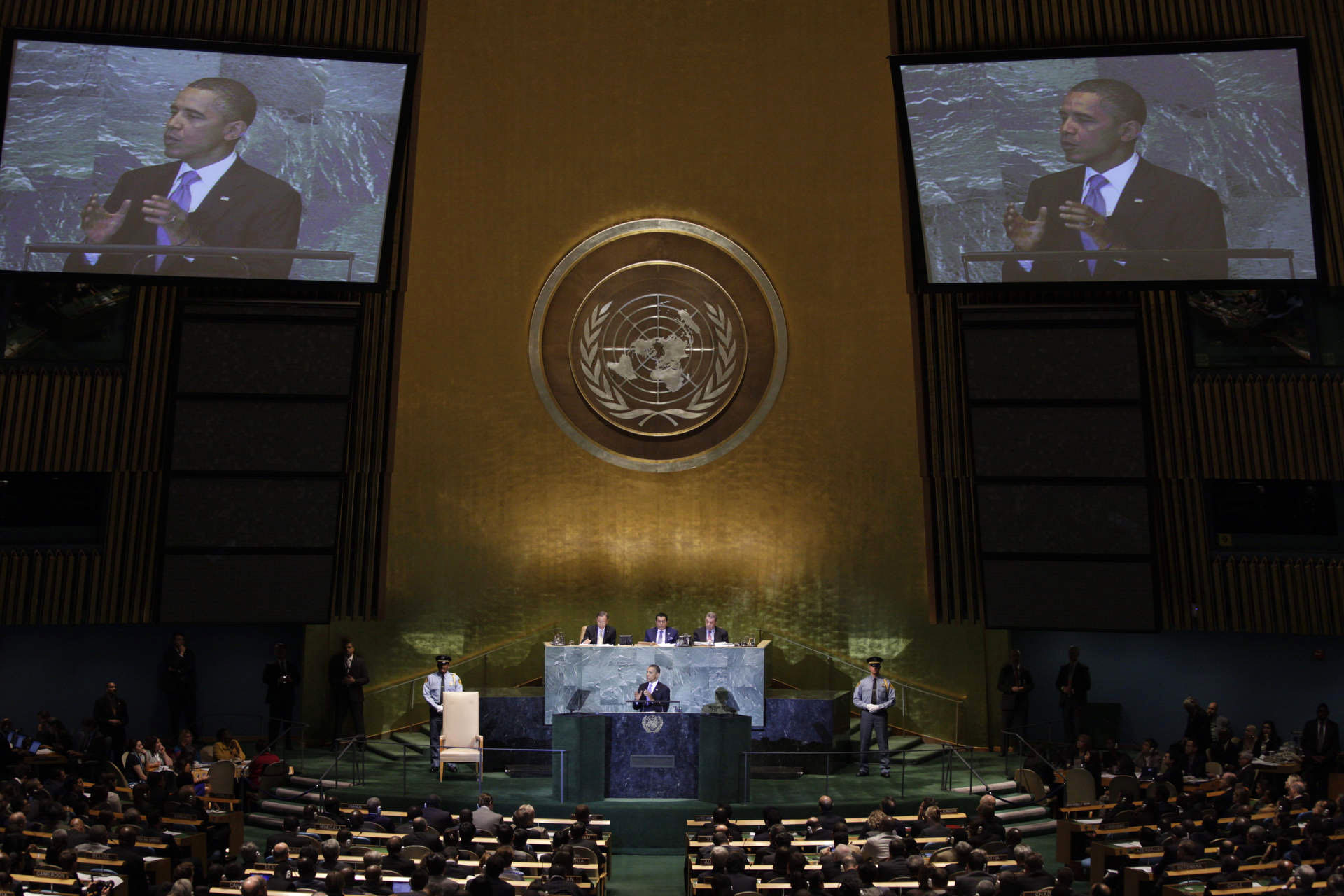
Tổng thống Hoa Kỳ Barack Obama phát biểu trước Đại Hội đồng vào năm 2011

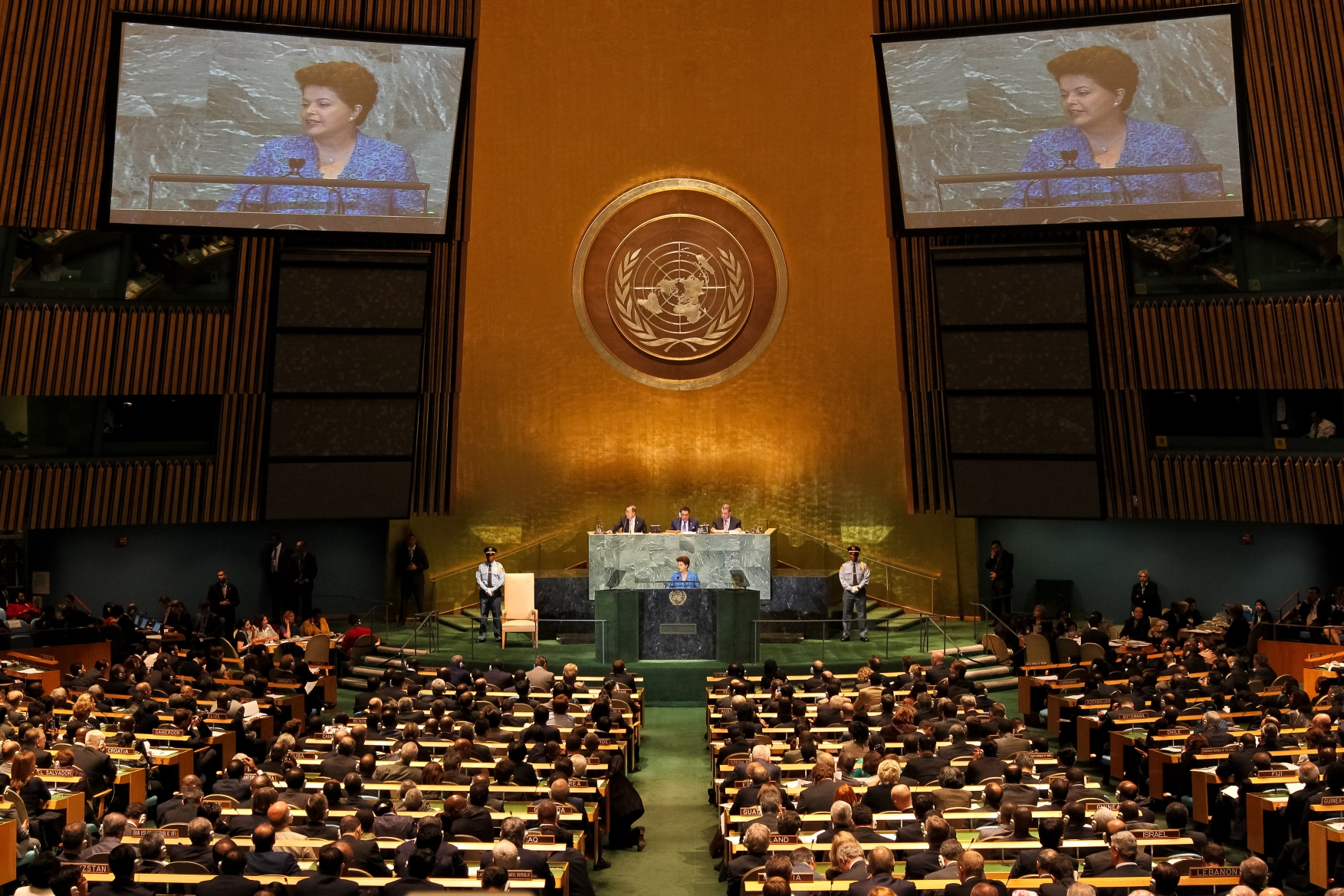
Tổng thống Brasil Dilma Rousseff phát biểu khai mạc khóa họp thứ 66 của Đại Hội đồng vào ngày 21 tháng 9 năm 2011, lần đầu tiên một phụ nữ khai mạc một khóa họp Liên Hợp Quốc.

Phiên thảo chung của mỗi khóa họp Đại Hội đồng được tổ chức vào tuần sau ngày khai mạc khóa họp, thường là vào thứ Ba và diễn ra liên tục trong chín ngày làm việc. Phiên thảo luận chung là sự kiện cấp cao, thường có sự tham dự của các nguyên thủ quốc gia, người đứng đầu chính phủ, bộ trưởng và đại diện Liên Hợp Quốc. Tại phiên thảo luận chung, các quốc gia thành viên có thể nêu lên những chủ đề, vấn đề mà họ cho là quan trọng. Nhiều cuộc họp chuyên đề cấp cao, hội nghị thượng đỉnh và những sự kiện không chính thức khác được tổ chức bên ngoài phiên thảo luận chung.
Phiên thảo luận chung được tổ chức trong Tòa nhà Đại Hội đồng Liên Hợp Quốc tại trụ sở Liên Hợp Quốc tại New York.

### Khóa họp đặc biệt
Trong trường họp Hội đồng Bảo an, quá nửa số quốc gia thành viên Liên Hợp Quốc hoặc một quốc gia thành viên Liên Hợp Quốc với sự tán thành của quá nửa số quốc gia thành viên yêu cầu thì Đại Hội đồng họp đặc biệt. Khóa họp đặc biệt của Đại Hội đồng thường tập trung giải quyết một vấn đề và sẽ thông qua một hoặc hai văn kiện như tuyên bố chính trị, kế hoạch hành động hoặc chiến lược. Đại Hội đồng đã họp 32 khóa họp đặc biệt từ khi được thành lập.

### Phiên họp đặc biệt khẩn cấp
Nếu Hội đồng Bảo an không thể quyết định về mối đe dọa đối với hòa bình và an ninh quốc tế, thường là do bất đồng giữa các thành viên thường trực, thì Đại Hội đồng có thể họp đặc biệt khẩn cấp để đưa ra các khuyến nghị phù hợp về các biện pháp tập thể cho các quốc gia thành viên, căn cứ Nghị quyết 377(V) được Đại Hội đồng thông qua vào ngày 3 tháng 11 năm 1950.
Đại Hội đồng cũng có thể họp đặc biệt khẩn cấp trong trường hợp ít nhất bảy thành viên Hội đồng Bảo an hoặc quá nửa số quốc gia thành viên Liên Hợp Quốc yêu cầu. Đại Hội đồng phải họp chậm nhất là 24 giờ sau khi có yêu cầu và các quốc gia thành viên phải được thông báo chậm nhất là 12 giờ trước khi họp. Đại Hội đồng đã họp 11 phiên họp đặc biệt khẩn cấp trong lịch sử.

## Cơ quan trực thuộc

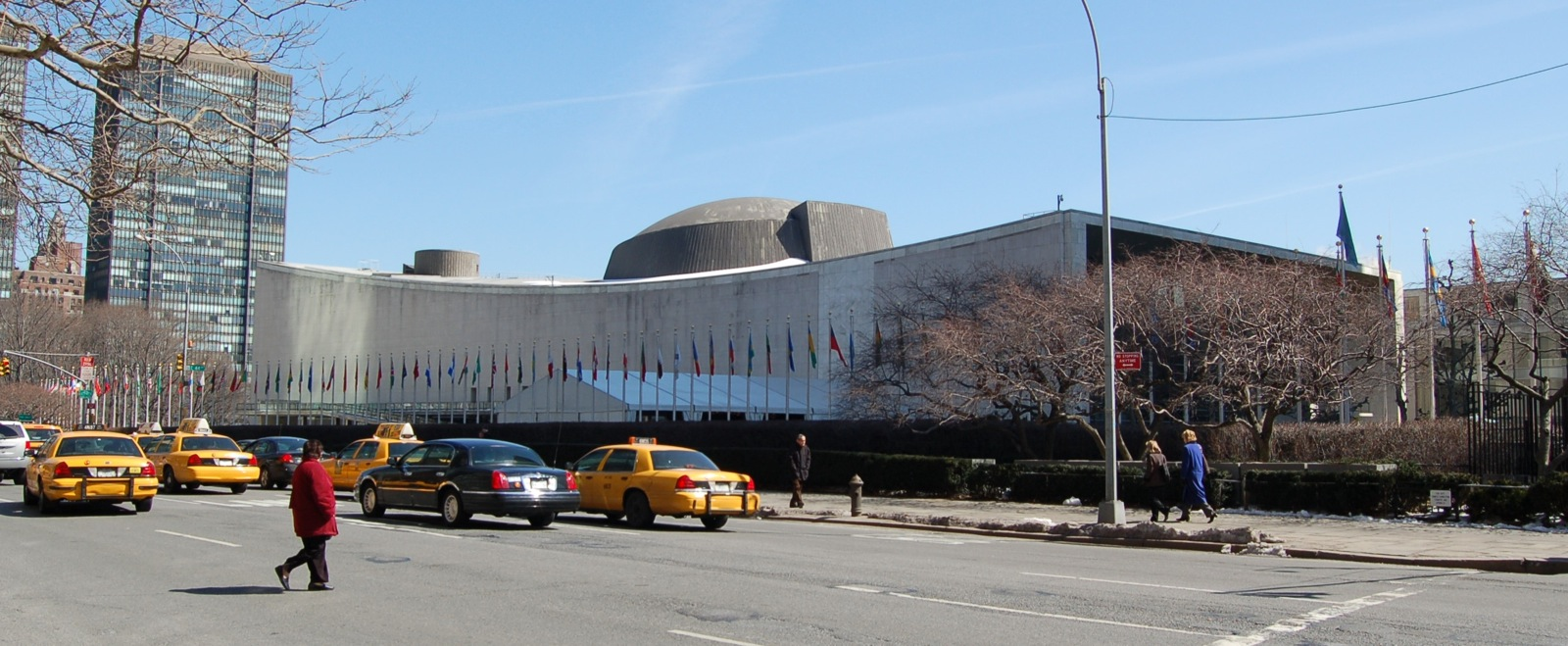
Tòa nhà Đại Hội đồng Liên Hợp Quốc

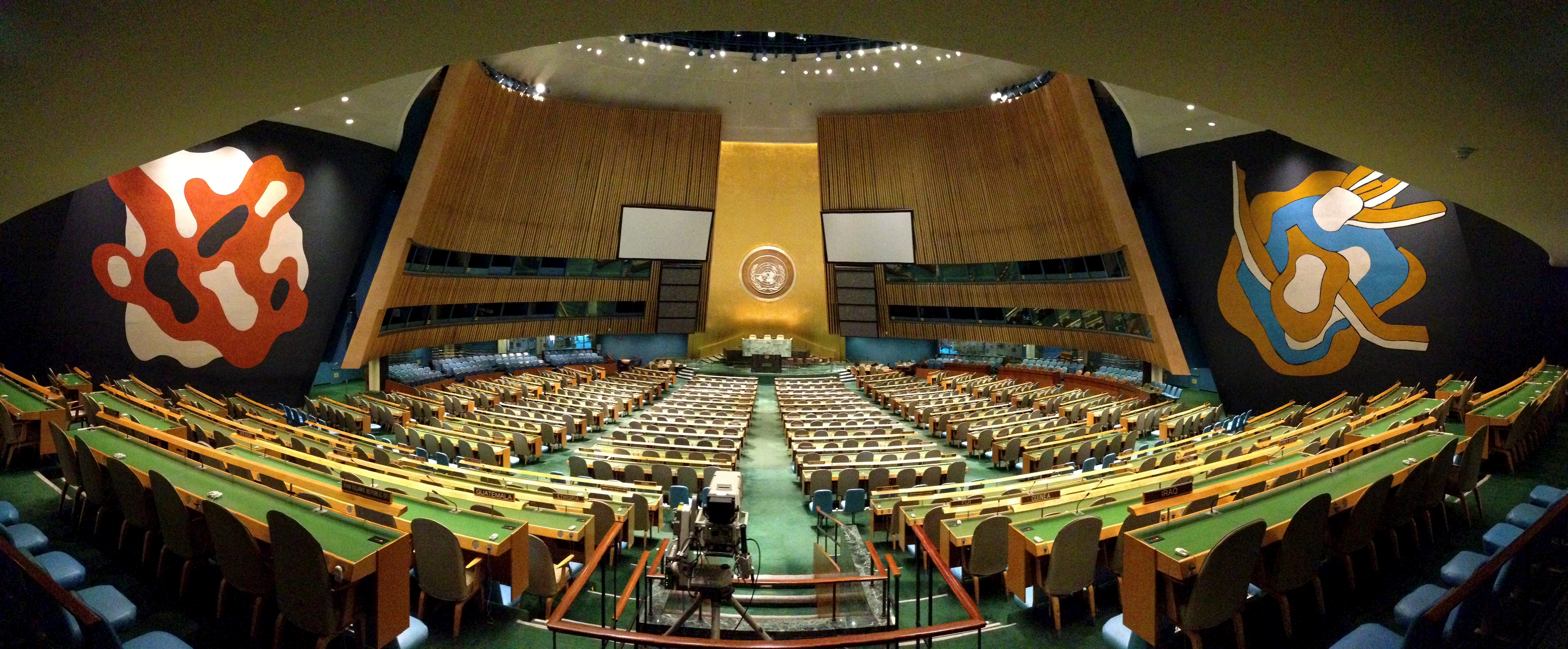
Toàn cảnh Đại Hội đồng Liên Hợp Quốc

Cơ quan trực thuộc của Đại Hội đồng gồm: ủy ban (committee, 30 ủy ban, sáu ủy ban chính), ủy ban (commission), ban (7), hội đồng (council và assembly, 5), tổ công tác và những cơ quan khác.

### Ủy ban (committee)

#### Ủy ban chính
Đại Hội đồng có sáu Ủy ban chính:
- Ủy ban Một (Giải trừ quân bị và An ninh quốc tế)
- Ủy ban Hai (Kinh tế và Tài chính)
- Ủy ban Ba (Xã hội, Nhân đạo và Văn hóa)
- Ủy ban Bốn (Chính trị đặc biệt và Phi thực dân hóa)
- Ủy ban Năm (Hành chính và Ngân sách)
- Ủy ban Sáu (Pháp chế)

Một Ủy ban chính gồm tất cả các thành viên của Đại Hội đồng và bầu ra chủ tịch, ba phó chủ tịch và báo cáo viên vào đầu khóa họp thường lệ của Đại Hội đồng.

#### Ủy ban không đánh số

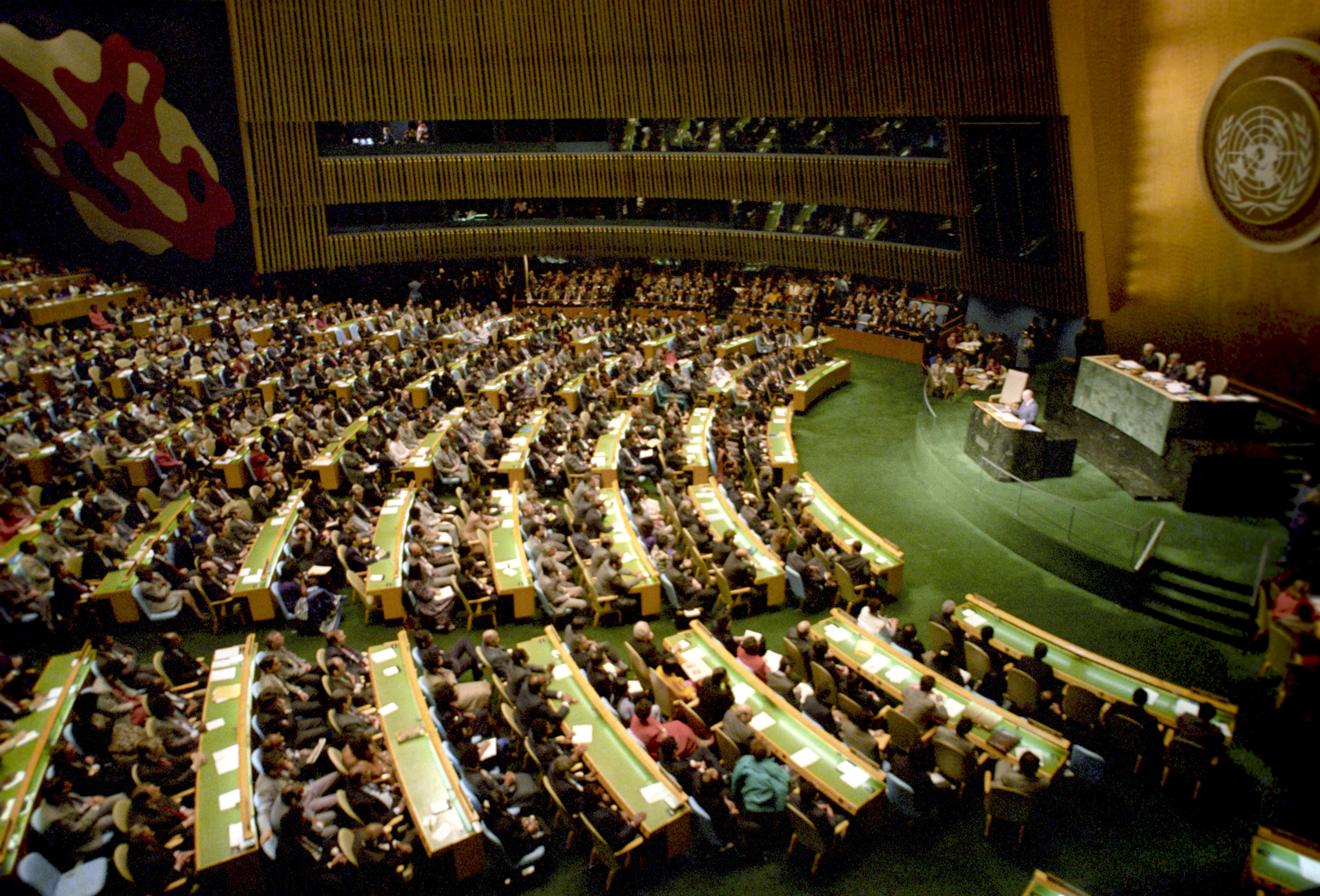
Tổng Bí thư Liên Xô Mikhail Gorbachyov phát biểu trước Đại Hội đồng Liên Hợp Quốc vào tháng 12 năm 1988

Trong số các ủy ban không đánh số của Đại Hội đồng, hai ủy ban quan trọng nhất là:
- Ủy ban Thư ủy nhiệm, có nhiệm vụ xem xét thư ủy nhiệm của đại diện các quốc gia tại Liên Hợp Quốc, gồm chín quốc gia thành viên do Đại Hội đồng bầu ra vào đầu khóa họp.
- Ủy ban chung, có nhiệm vụ tổ chức chương trình làm việc của Đại Hội đồng, gồm chủ tịch, các phó chủ tịch Đại Hội đồng và chủ tịch của sáu Ủy ban chính.

### Ủy ban (commission)
Đại Hội đồng có sáu ủy ban (commission):
- Ủy ban Giải trừ quân bị, được thành lập theo Nghị quyết 502 (VI) và Nghị quyết S-10/2 của Đại Hội đồng
- Ủy ban Công vụ Quốc tế, được thành lập theo Nghị quyết 3357 (XXIX) của Đại Hội đồng
- Ủy ban Pháp luật Quốc tế, được thành lập theo Nghị quyết 174 (II) của Đại Hội đồng
- Ủy ban Liên Hợp Quốc về Luật Thương mại quốc tế, được thành lập theo Nghị quyết 2205 (XXI) của Đại Hội đồng
- Ủy ban Hòa giải Palestine, được thành lập theo Nghị quyết 194 của Đại Hội đồng
- Ủy ban Xây dựng hòa bình, được thành lập theo Nghị quyết 60/180 của Đại Hội đồng và Nghị quyết 1645, Nghị quyết 1646 của Hội đồng Bảo an

Tuy là một ủy ban nhưng Ủy ban Liên Hợp Quốc về Nhân quyền là một cơ quan trực thuộc của Hội đồng Kinh tế và Xã hội.

### Ban
Đại Hội đồng có bảy ban:

#### Ban điều hành
- Ban điều hành Quỹ Nhi đồng Liên Hợp Quốc, được thành lập theo Nghị quyết 57 (I) và Nghị quyết 48/162 của Đại Hội đồng
- Ban điều hành Chương trình Phát triển của Liên Hợp Quốc và Quỹ Dân số Liên Hợp Quốc, được thành lập theo Nghị quyết 2029 (XX) và Nghị quyết 48/162 của Đại Hội đồng
- Ban điều hành Chương trình Lương thực Thế giới, được thành lập theo Nghị quyết 50/8 của Đại Hội đồng

#### Ban
- Ban Kiểm toán, được thành lập theo Nghị quyết 74 (I) của Đại Hội đồng
- Ban Thương mại và Phát triển, được thành lập theo Nghị quyết 1995 (XIX) của Đại Hội đồng
- Ban Hưu trí nhân viên Liên Hợp Quốc, được thành lập theo Nghị quyết 248 (III) của Đại Hội đồng
- Ban cố vấn về các vấn đề giải trừ quân bị, được thành lập theo Nghị quyết 37/99 K của Đại Hội đồng

### Hội đồng
Đại Hội đồng có năm hội đồng. Hội đồng Nhân quyền Liên Hợp Quốc là cơ quan mới nhất, được thành lập vào ngày 15 tháng 3 năm 2006.

### Tổ công tác và những cơ quan khác
Đại Hội đồng có những tổ công tác và những cơ quan trực thuộc khác.

## Bố trí chỗ ngồi
Đại diện các quốc gia thành viên được bố trí chỗ ngồi trong Đại Hội đồng theo thứ tự bảng chữ cái theo bản dịch tiếng Anh của tên các nước. Quốc gia được ngồi ở vị trí ngoài cùng bên trái được tổng thư ký quyết định hàng năm bằng cách rút thăm, những quốc gia còn lại ngồi theo thứ tự bảng chữ cái.